# Klovaskärs råsen
Klovaskärs råsen är en ögrupp i Kimitoöns kommun i Finland. Den ligger i landskapet Egentliga Finland, i den södra delen av landet, 160 km väster om huvudstaden Helsingfors.
Klovaskärs råsen sträcker sig i öst-västlig riktning från Skadaharu i Nagu längst i väster via Gudingklobb, Gadden, Elvingskär, Lökskär, Silkonskär, Klovaskär, Långlandet, Svartlandet, Tenskärs klobben till Södra och Norra Tenskär.
Söder om Klovaskärs råsen ligger ett band mindre skär bland andra Kalkskär, Kalkskärs kläpparna, Römskär och Trälan. I norr ligger ytterligare ett sådant band kallat Västerudden. I väster breder Myggskärs fjärden ut sig och i öster Stordjupet.
Skären i Klovaskärs råsen är låga och kala. Endast mindre fläckar av gräs och ljung förekommer. Klovaskärs råsen är obebyggd.